# Orde van Verdienste van de Politie
De Orde van Verdienste van de Politie (Engels: "Order of Merit of the Police Forces") is een Canadese Ridderorde. De onderscheiding werd in 2000 ingesteld om bijzondere verdiensten en uitzonderlijke verrichtingen van de medewerkers van de verschillende politiekorpsen te belonen.
De Canadese Gouverneur-generaal is de Kanselier van deze Orde.
Graden van de Orde van Verdienste van de Politie
- Commandeur (Commander)

De Commandeurs dragen een gouden kleinood aan een lint om de hals. Achter hun naam plaatsen zij de letters "COM "
- Officier (Officer)

De Officieren dragen hun gouden kleinood aan een lint met een gouden gesp op de linkerborst. Achter hun naam plaatsen zij de letters "OOM" 
en
- Lid (Member)

De Leden dragen hun zilveren kleinood aan een lint met een zilveren gesp op de linkerborst. Achter hun naam plaatsen zij de letters "MOM" 
Het kleinood is een zwart geëmailleerd kruis met een medaillon waarop een rood, gouden of zilveren Canadees esdoornblad staat afgebeeld. Op de rode ring staat "Merit - Mérite - Canada" geschreven.

Het lint is blauw-goud-blauw.